# Peter H. Dominick
Peter H. Dominick (Stamford, 1915. július 7. – Hobe Sound, 1981. március 18.) az Amerikai Egyesült Államok szenátora (Colorado, 1963–1975).